# Анчутин, Пётр Николаевич
Пётр Николаевич Анчутин (1838—1891) — генерал-лейтенант (с 1890) Русской императорской армии, начальник 3-го военного Александровского училища.

## Биография

### Детство и образование
Родился в семье дворян Санкт-Петербургской губернии; старший брат Константина Николаевича Анчутина.
Образование получил в Павловском кадетском корпусе, откуда был выпущен 16 июня 1856 года прапорщиком.
В 1858 и в 1859 гг. дважды пытался поступить в Николаевскую академию Генерального штаба, но вернулся в Лейб-гвардии конно-пионерский эскадрон, отказавшись от поступления. 
В 1864 году был прикомандирован ко 2-му кадетскому корпусу на должность воспитателя, а вслед затем был переведён в Тульскую военную гимназию; с 1865 года — воспитатель Пажеского Его Императорского Величества корпуса; с 1871 года — командир роты этого корпуса.
В 1875 году он был назначен командиром 2-го гренадерского Ростовского полка, с которым он и принял участие в кампании против турок 1877—1878 гг. на Кавказском театре войны. В сражении на Аладжинских высотах Анчутин был тяжело ранен неприятельской пулей в шею.
По окончании войны, с ноября 1878 года П. Н. Анчутин состоял для поручений при Московском военном округе. С 27 сентября 1879 года командовал 4-м гренадерским Несвижским полком, а 30 августа 1880 года был назначен командиром 1-го лейб-гренадерского Екатеринославского полка. С 28 августа 1881 года — начальник 2-го военного Константиновского училища с производством (30 августа) в генерал-майоры, а 20 ноября 1886 года он был назначен начальником 3-го военного Александровского училища и оставался в этой должности до самой своей смерти, последовавшей 22 марта 1891 года.
Произведён в генерал-лейтенанты 23 декабря 1890 года.

### Семья
Был женат на дочери генерал-майора Рудинского, Надежде Гавриловне. 

## Награды
За отличие в делах с турками награждён был золотой саблей с надписью «За храбрость» и орденами Св. Анны 2-й степени (1877) и Св. Владимира 4-й степени с мечами и бантом (1878). В дальнейшем он получил ордена Св. Владимира 3-й степени (1881), Св. Станислава 1-й степени (1883) и Св. Анны 1-й степени (1887), а также командорский крест австрийского ордена Франца-Иосифа (1874).

## Источник
- Анчутин, Петр Николаевич // Военная энциклопедия : [в 18 т.] / под ред. В. Ф. Новицкого … [и др.]. — СПб. ; [М.] : Тип. т-ва И. Д. Сытина, 1911—1915.
- Анчутин, Петр Николаевич // Русский биографический словарь : в 25 томах. — СПб.—М., 1896—1918.
- Анчутин Петр Николаевич // Список генералам по старшинству: Исправлено по 1 января 1885 г. — С. 691.
- Анчутин Петр Николаевич // Список генералам по старшинству: Составлен по 1 января 1891 года. — С. 433.